# Грб Саудијске Арабије
Грб Саудијске Арабије је званични хералдички симбол Краљевине Саудијске Арабије. Грб има облик амблема и у употреби је од 1950. године.
Састоји се од два мача и палминог дрвета које се налази на отвореном горњем простор између мачева. Мачеви представљају уједињење територија Хиџаз и Неџд које су оформили краљевину Саудијску Арабију 1932. године. Поред тога, они симболизују правду и искреност.